# Де Суттер, Жюль Туссен
Жюль Туссен Де Суттер (фр. Jules-Toussaint нидерл. De Sutter; 10 апреля 1889, Гент — 2 декабря 1959, Фрежюс) — бельгийский композитор, дирижёр и музыкальный педагог.
Окончил Гентскую консерваторию, ученик Поля Лебрена (гармония и контрапункт) и Эмиля Матьё (композиция).
После начала Первой мировой войны работал в Англии, организовывал концерты для бельгийских беженцев. Затем был призван в бельгийскую армию, участвовал в боевых действиях, в 1918 году возглавлял военный оркестр. В 1919 году выиграл бельгийскую Римскую премию с кантатой для солистов, хора и оркестра «Тиль Уленшпигель в изгнании» (фр. Thyl Ulenspiegel banni). В 1919—1922 гг. изучал дирижирование в Кёльне под руководством Германа Абендрота, затем работал в Остенде как второй дирижёр курортного оркестра и директор городской музыкальной школы, которую в 1926 году преобразовал в консерваторию. В 1931 году при открытии памятника Леопольду II в Остенде дирижировал собственной Праздничной кантатой в присутствии короля Альберта.
В 1936—1954 гг. директор Гентской консерватории, вёл также класс фуги. Автор оперы «Майя» (1950), балета «Асмодей», оратории «Фландрия» (1927), кантаты «Легенда о Цилле» (фр. La Légende de Tsilla; по Альберу Самену). Для оркестра написал симфонию (1921), симфоническую поэму «Иван Чернович: русская сказка» (фр. Ivan Tchernovitsch: Conte russe; 1922), симфоническую элегию «На смерть ребёнка» (фр. Sur la mort d’un enfant; памяти сына), Симфонические вариации (1941). Кроме того, Де Суттеру принадлежат два струнных квартета (1920 и 1932), фортепианный квартет и фортепианный квинтет, соната для скрипки и фортепиано, многочисленные хоровые и вокальные сочинения, среди которых выделяются песни на стихи Поля Верлена. Последним произведением композитора стал фортепианный концерт, впервые исполненный в 1960 году (Марсель Газель и Льежский симфонический оркестр, дирижёр Фернан Кине, существует запись).
Член-корреспондент (1938), затем действительный член (1954) Королевской академии Бельгии.
Погиб вместе с женой при прорыве плотины Мальпассе.